# Dustin the Turkey

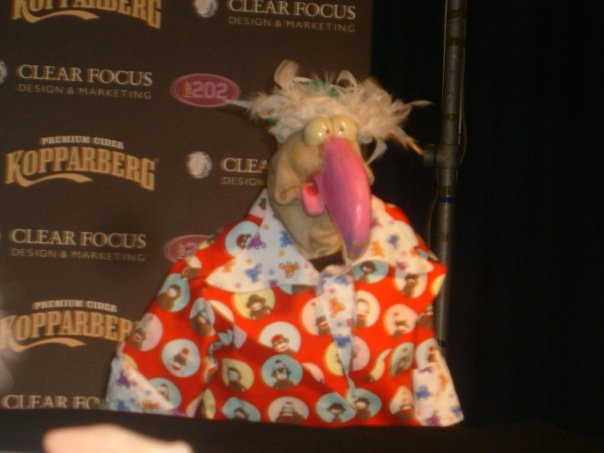
Dustin the Turkey

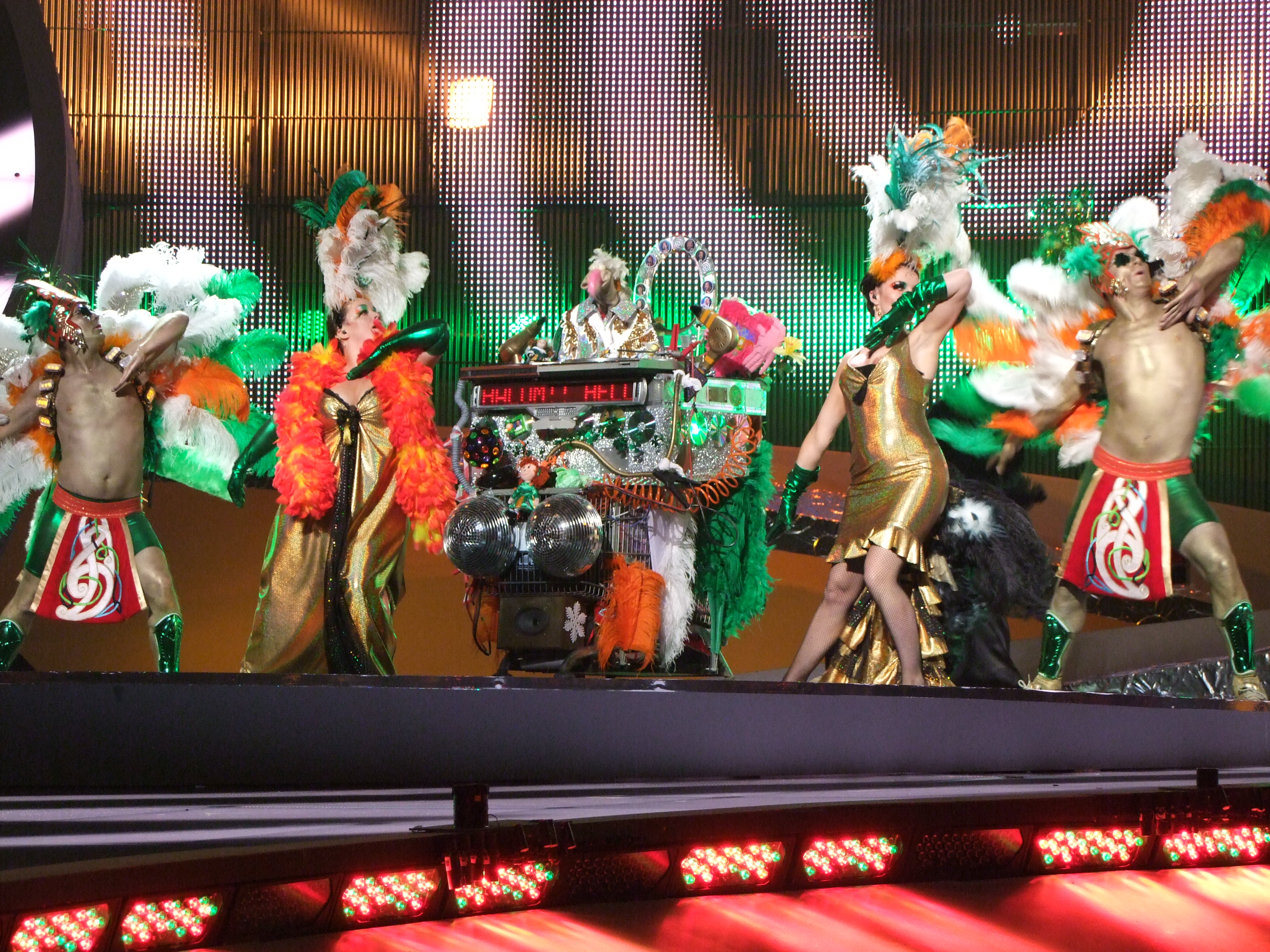
Dustin the Turkey im Halbfinale des Eurovision Song Contest 2008

Dustin the Turkey ist eine Puppe aus dem irischen Kinderfernsehen im Programm von RTÉ.
Größere Aufmerksamkeit erlangte er, als er als Beitrag Irlands beim Eurovision Song Contest 2008 in Belgrad gewählt wurde. Sein Lied hieß Irelande Douze Pointe. Er trat am 20. Mai 2008 im ersten Halbfinale an, schaffte aber nicht den Einzug in das Finale.

## Diskografie

### Alben
- Not Just A Pretty Face
- Dustin: Unplucked
- Faith Of Our Feathers
- Poultry In Motion
- Dustin’s Greatest Hits
- Bling When You’re Minging

### Singles
- The Christmas No. 1 (Zig and Zag feat. Dustin the Turkey)
- Spanish Lady (feat. Ronnie Drew and The Saw Doctors)
- Numb
- Rat Trap (mit Bob Geldof)
- Christmas Tree
- Good Lookin' Woman (mit Joe Dolan)
- Fairytale of New York (mit Dervla Kirwan)
- 32 Counties
- Christmas in Dublin
- Sweet Caroline
- Patricia the Stripper (mit Chris de Burgh)
- True Christmas
- Fields of Athenry
- Harrell is a Lonely Dustin
- Irelande Douze Pointe